# Chiesa di San Giovanni Battista (Istrana)
La chiesa arcipretale di San Giovanni Battista è la parrocchiale di Istrana, in provincia e diocesi di Treviso; fa parte del vicariato di Paese.

## Storia

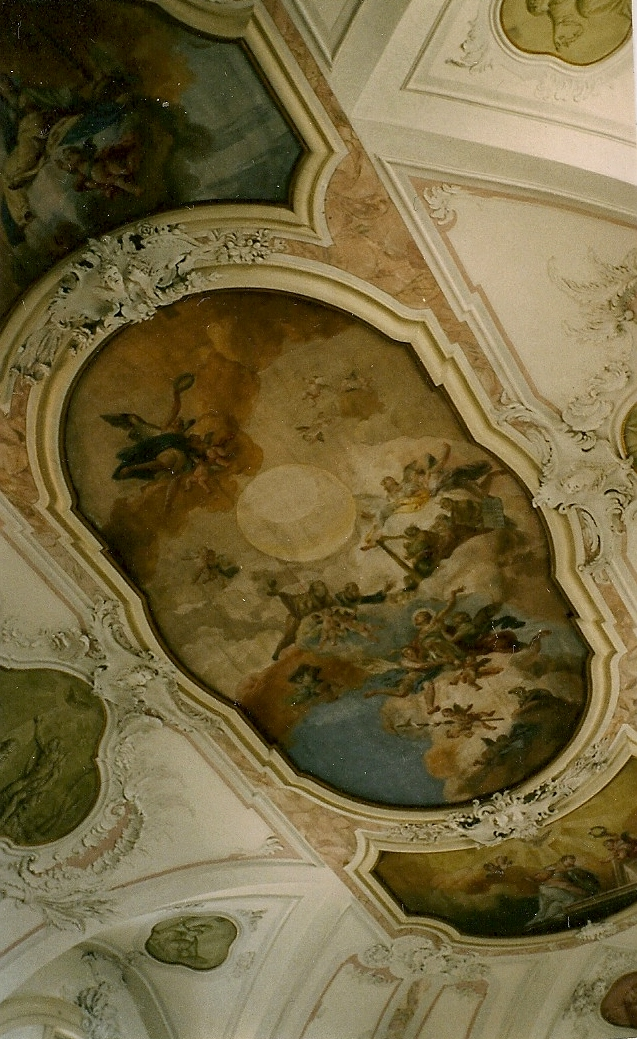
Il dipinto del soffitto

La primitiva pieve di Istrana sorse probabilmente tra il VI e il VII secolo.
La pieve è poi citata nella decima papale del 1297 con il nome Plebes de S. Joannes Baptistae di Ystrana.
Nel 1482 fu fondata la congregazione dei Santi Pietro e Paolo avente sede nella pieve d'Istrana.
La nuova parrocchiale venne costruita e consacrata nel 1651 dal vescovo di Lesina, monsignor Vincenzo Milani, che ne era stato in precedenza arciprete.
Nel 1802 crollò la torre campanaria, mentre nel 1824 fu realizzata la facciata, disegnata da Andrea Bon.
Il nuovo campanile venne eretto tra il 1830 e il 1840 su progetto di Francesco Lazzari, in stile neogotico.
Nel 1864 fu rifatto il pavimento e nel 1922 il campanile venne dotato di un nuovo concerto di campane; nel 1930 gli affreschi subirono un intervento di restauro e di pulitura e nel 1961 parte del soffitto dovette essere rifatta.
Il campanile venne poi restaurato nel 1983.

## Descrizione

### Esterno
La facciata, costruita nel 1824, è in stile neoclassico ed è tripartita da quattro semicolonne poggianti su un basamento e caratterizzate da capitelli di ordine composito sopra i quali vi è il timpano, ai cui lati e sul cui colmo vi sono tre statue.

### Interno
L'interno, che si compone di un'unica navata, è adornato con stucchi in stile barocco realizzati nel XVIII secolo; opere di pregio qui conservate sono i dipinti della navata e del soffitto, eseguiti nel 1780 da Francesco Zugno, l'altare maggiore, costruito forse da Giorgio Massari, e due pale realizzate da Amedeo Lorenzi e la tela che ha come soggetto il Martirio di San Sebastiano, opera forse di Jacopo Palma il Giovane. Lo slanciato campanile ospita un poderoso concerto di tre campane in Do3 (rispettivamente di pesi 1775 kg, 1265 kg e 870 kg) fuse dalla fonderia De Poli di Vittorio Veneto (TV) nel 1922, sono inceppate a distesa sincronizzata con battaglio cadente. È inoltre presente un sonello di richiamo fuso nel 1847 (nota Fa#4)